# بوبي نيكول
بوبي نيكول (بالإنجليزية: Bobby Nicol)‏ (11 مايو 1936 بإدنبرة في المملكة المتحدة - 11 يوليو 2012 في كندا) هو لاعب كرة قدم بريطاني في مركز نصف الجناح. شارك مع منتخب اسكتلندا تحت 21 سنة لكرة القدم. أما مع النوادي، فقد لعب مع نادي بارنسلي ونادي هيبرنيان وتورونتو سيتي وبيرويك راينجرز.

## وصلات خارجية
- بوبي نيكول على موقع قاعدة بيانات كرة القدم.إي يو (الإنجليزية)